# Sede titolare di Sault Sainte Marie in Michigan
La diocesi di Sault Sainte Marie in Michigan (in latino Dioecesis Marianopolitana in Michigania) è una sede titolare della Chiesa cattolica.

## Storia
Il vicariato apostolico del Michigan superiore fu eretto il 29 luglio 1853, ricavandone il territorio dalla diocesi di Detroit (oggi arcidiocesi).
Il 9 gennaio 1857 il vicariato apostolico fu elevato a diocesi e assunse il nome di diocesi di Sault Sainte Marie in Michigan.
Il 23 ottobre 1865 assunse il nome di diocesi di Sault Saint Marie-Marquette, che mantenne fino al 3 gennaio 1937 quando, in seguito al trasferimento della sede vescovile da Sault Sainte Marie a Marquette, ha assunto il nome di diocesi di Marquette.
Dal 1995 Sault Sainte Marie in Michigan è annoverata tra le sedi vescovili titolari della Chiesa cattolica; dal 24 gennaio 2003 il vescovo titolare è Francis Joseph Kane, già vescovo ausiliare di Chicago.

## Cronotassi dei vescovi titolari
- Allen Henry Vigneron (12 giugno 1996 - 10 gennaio 2003 nominato vescovo coadiutore di Oakland)
- Francis Joseph Kane, dal 24 gennaio 2003